# 萊斯特鎮區 (愛荷華州布萊克霍克縣)
萊斯特鎮區（英語：Lester Township）是位於美國愛荷華州布萊克霍克縣的一個行政鎮區。

## 地方資料
根據2010年美國人口普查的數據，萊斯特鎮區的面積為92.87平方千米，當中陸地面積為92.79平方千米，而水域面積為0.08平方千米。當地共有人口1504人，而人口密度為每平方千米16.19人。